# الخصاص
الخصاص كانت قرية فلسطينية تبعد 31 كيلومتر شمال شرق مدينة صفد، تقع في الجزء الشمالي من سهل الحولة، تم احتلالها وتهجير أهلها ضمن عملية يفتاح في 25 ايار 1948، من قبل الكتيبة الأولى للبلماح، كان عدد سكانها عام 1948 نحو 545 نسمة، ووصل عدد اللاجئين عام 1998 من أبناء هذه القرية 3348 لاجئ.

## الموقع
كانت القرية تقع في الجزء الشمالي من سهل الحولة، على ارتفاع 100 متر عن سطح البحر، كان يحيط أراضيها أراضي قرى السنبرية والشويكة ودفنه والزوق التحتاني وقيطية والمنصورة والعابسية والقُبانيات الصهيونية، بنيت القرية على مصطبة طبيعية بعرض مئة متر تقريباً، والتي تشكلت نتيجة لتقلص بحيرة الحولة القديمة، قبل الاف السنين، وهي بحيرة كانت تغطي حوض الحولة كله ذات مرة، وإلى الغرب من الخصاص كان يمر نهر الحاصباني، وقد وصف الجغرافي العربي ياقوت الحموي المتوفي سنة 1229، الخصائص بأنها من قرى بانياس في سورية.
تعد القرية ذات موقع أثري يحتوي على مدافن منقورة في الصخر، نحت في الصخور، وحجارة. للغرب من القرية يقع تل البطيحة، مرتفع 164 م عن سطح البحر ويحتوي على تل أنقاض، قطع فخار على وجه الأرض، وحجارة مبعثرة.

## القرية قبل الاحتلال عام 1948
في سنة 1945 كان عدد سكان القرية 530 نسمة من بينهم 60 يهودي، و545 عام 1948، وعدد بيوتها 103 بيوت، ومساحة أراضيها 4,795 دونم، من بينها 1480 بملكية فلسطينية و2,738 دونم بملكية يهودية، و577 دونم مشاع. ربطت الخصاص طريق فرعية تتفرع من طريق عام يؤدي إلى صفد وطبرية، ومن معالم القرية كان مقام لشيخ يدعى علي، يقع في الجوار بين الخصاص والمنصورة.

## احتلال القرية
في 18 ديسمبر 1947، أغار أفراد من القوة الضاربة للهاغاناه على القرية ليلاً، فجالوا في أنحاء القرية وأطلقوا نيران أسلحتهم ورموا القنابل ونسفوا منازل عدة. وقد قتل من جراء الغارة اثنا عشر مدنياً (منهم 4 أطفال) وهذا استناداً إلى الأرقام التي يودرها المؤرخ الإسرائيلي بني موريس. وذكر تقرير اودته صحيفة (نيويورك تايمز) أن عدد القتلى كان 10، بينهم 5 أطفال، وأضاف أن بعض الضحايا دفنوا تحت أنقاض منازلهم. (أنكرت الهاغاناه أول الأمر مقتل الأطفال، لكن ناطقاً باسمها أقر بذلك لاحقاً). وجاء في رواية الصحيفة أن الهجوم كان انتقاماً لمقتل رجلين من شرطة المستعمرات اليهودية في منطقة صفد.
ويذكر موريس أن عدداً من ضباط استخبارات الهاغاناه المحليين ومن القادة المدنيين عارض العملية (الانتقامية) المخطط لها، غيرأن قائد البلماح يغآل ألون وافق عليها. وبعد بضعة أيام قال ناطق باسم الهاغاناه إن أحد المنازل التي نسفت كان قاعدة للقوات السورية واللبنانية. وأضاف: (إنه لمن المؤسف حقاً إن يكون الأطفال نياماً في هذا المركز العسكري الصغير الحجم، وأن يكونوا ذهبوا ضحايا غارة كهذه...) وقد جرى تقويم الهجوم على الخصائص في اجتماع رفيع المستوى لبعض المسؤولين الصهيونيين، من عسكريين ومدنيين، في 1-2 كانون الثاني\ يناير 1948. ويلخص بني موريس ما يبدو أنه كان رأي الأكثرية في ذلك الاجتماع (الذي حضره رئيس الوكالة اليهودية دافيد بن- غوريون، وموشيه دايان الذي كان يومها خبيراً مبتدئاً نسبياً بالشؤون العربية): (مهما يكن استعمال القوة كريها فهو، وإن اشتط به، مثمر في المدى الطويل).
واستناد إلى موريس فإن سكان الخصاص فروا من قريتهم بتاريخ 25 أيار\ مايو 1948, في نهاية عملية يفتاح، بعد نحو خمسة أشهر من هجوم الهاغاناه. وقد نسب تقرير للاستخبارات الإسرائيلية تفرق شملهم إلى حملة الحرب النفسية التي شنت في أثناء هذه العملية. لكن نزوحهم كان جزئياً فيما يبدو، لأن بعض السكان مكثوا في منازلهم لمدة تزيد على العام بعد ذلك إلى أن طردهم الجيش الإسرائيلي منها بالقوة. ففي منتصف ليلة 5 حزيران \ يونيو 1949، أحاطت شاحنات الجيش بالقرية وأكره السكان على الصعود إليها (بالرفس والشتائم والإهانة)، وذلك استناداً إلى كلام أحد أعضاء الكنيست من مبام، يستشهد موريس به. وقال السكان أنهم (أجبروا على تهديم منازلهم بأيديهم)، وأنهم عوملوا معاملة (البهائم). ثم أفرغوا من الشاحنات على سفح تل تسوطه الشمس في جوار قرية عكبرة، وتركوا هناك (تائهين في البرية عطاشاً جياعاً). وقد عاشوا هناك في أوضاع مزرية لأعوام كثيرة بعد ذلك، مثلهم في ذلك مثل سكان قريتين أخريين (قديتا والجاعونة)، على الأقل طردوا في أوضاع مشابهة.

## مستوطنات على أراضي القرية
مستوطنات أقيمت على أراضي البلدة قبل 1948: نحاليم (اليوم هجرشريم).
مستوطنات أقيمت على أراضي البلدة بعد 1948: أحياء في هجوشريم
.

## وصلات خارجية
- الخصاص ترحب بكم